# Stoka
 Ovo je glavno značenje pojma Stoka. Za članak o hrvatskom reperu pogledajte Marin Ivanović - Stoka.
Stoka u primarnim djelatnostima označava sve one životinje, odnosno sitnu (ovca i koza) i krupnu stoku (goveda i konji) koje se drže zbog uzgoja u svrhu dobivanja prehrambenih proizvoda i sirovina, a donedavno i za rad na imanjima. Grana privrede koja se bavi uzgojem stoke naziva se stočarstvo, i zajedno s ratarstvom, ribolovom i šumarstvom pripada primarnim djelatnostima. 
Najprimitivniji oblici stočarstva je nomadski tip kakav nalazimo kod plemenskih zajednica, kao što su indijski Toda i afrčka nilotska plemena (Masai i Turkana). Goveda koze i ovce najpoznatija su uzgajana stoka sitnih seljačkih domaćinstava i državnog gospodarstva. U sitnom seljačkom gospodarstvu ulaganja su malena, takozvano ekstenzivno stočarstvo, dok je za državno gospodarstvo najvažnija intenzivna vrsta stočarstva s velikim ulaganjima i uz upotrebu suvremenih znanosti, zbog što boljeg prinosa, koji će poslužiti kao sirovina za mesnu i mliječnu industriju.

## Tablica
| Životinja           | Status           | Trenutna komercionalna korištenja         |
| ------------------- | ---------------- | ----------------------------------------- |
| Alpaka              | Domaća životinja | Vuna                                      |
| Deva starog svijeta | Domaća životinja | Meso, mljekarstvo, koristi se za rad      |
| Domaće govedo       | Domaća životinja | Meso, mljekastvo                          |
| Magarac             | Domaća životinja | Rad, meso, mljekarstvo                    |
| Koza                | Domaća životinja | Meso, mljekarstvo                         |
| Konj                | Domaća životinja | Rad, meso, mljekarstvo                    |
| Ljama               | Domaća životinja | Rad, meso, vuna                           |
| Mula                | Domaći križanac  | Rad                                       |
| Svinja              | Domaća životinja | Meso, životinjska koža                    |
| Zec                 | Domaća životinja | Meso                                      |
| Ovca                | Domaća životinja | Vuna, životinjska koža, mljekarstvo, meso |
| Vodeni bivol        | Domaća životinja | Rad, mljekarstvo, životinjska koža, meso  |
| Jak                 | Domaća životinja | Meso, mljekarstvo, rad                    |